# Meretz
Meretz (Hebreeuws: מרצ, Nederlands: Energie/Kracht, tevens een afkorting van 'Mapam Ratz')  is een Israëlische politieke partij. Ze is sociaaldemocratisch, seculier en is voorstander van een Palestijnse Staat. Verder is ze links-zionistisch georiënteerd. Zehava Gal-On bekleedt sinds 2022 de functie van partijvoorzitter. De partij is niet vertegenwoordigd in de 25e Knesset, omdat ze bij de verkiezingen van 1 november 2022 de kiesdrempel niet haalde.

## Ontstaan
Meretz ontstond in 1992 na het samengaan van drie kleinere partijen, Mapam (מפ"ם), Ratz (רצ) en Shinui (שינוי). In 1996 werd Meretz een eenheidspartij, maar in 1997 verliet Shinui Meretz en werd een zelfstandige partij.
Meretz is links zowel in economisch als politiek opzicht en is voorstander van een Palestijnse Staat op de Westelijke Jordaanoever en de Gazastrook. Ook wil het alle nederzettingen op Palestijns gebied ontruimen, beperkte staatsbemoeienissen in de economie en inperking van religie in het openbare leven.
Meretz bestaat uit twee facties, de Veiligheids Zionisten onder leiding van Jossi Saried, Ran Cohen en Awshalom Vielan en de Radicalen onder leiding van Gal-On, Jossi Beilin (tot 2003) en Sjoelamit Aloni (overleden in 2014).

## Yachad
In december 2003 fuseerde Meretz met de Shaharbeweging van Yossi Beilin tot Yachad. Beilin is een van de architecten van de Oslo-akkoorden en was jarenlang lid van de Arbeidspartij. In 2003 sloot hij zich aan bij Meretz, maar richtte korte tijd daarop Shabar op.
De naam Yachad (יח"ד) betekent letterlijk Gezamenlijk, maar het is ook de Hebreeuwse afkorting voor Democratisch Sociaal Israël. Aanvankelijk wilde men de nieuwe partij Yaad noemen, maar dat lijkt te sterk op het Russische Yad, hetgeen vergif betekent.
In maart 2004 werd Beilin tot voorzitter van Yachad gekozen. Halverwege 2005 werd de partijnaam in Meretz-Yachad gewijzigd omdat uit opiniepeilingen bleek dat Yachad als partijnaam niet werd herkend door de Israëliërs.
Beilin trok zich eind 2007 terug als voorzitter nadat bleek dat Chaim Oron in de peilingen bij de aankomende partijverkiezingen ruimschoots voorstond. Chaim Oron won inderdaad op 18 mei 2008 de partijverkiezingen en werd de nieuwe leider.

## De Nieuwe Beweging (Hatenoe'a HaChadasha)
In de aanloop naar de nieuwe verkiezingen fuseerde Meretz op 22 december 2008 met Hatenoe'a HaChadasha ('De Nieuwe Beweging'), in de hoop meer zetels te bemachtigen.
Tijdens de verkiezingen van februari 2009 verloor de partij echter veel van haar achterban en behaalde de partij onder leiding van Chaim Oron een historisch dieptepunt met slechts drie zetels. De nieuw aangegane fusie met Hatenua Hachadasha onder aanvoering van Nitzan Horowitz blijkt vooralsnog niet succesvol voor de partij.

## Interne partijverkiezingen in 2012 en 2015
Na de tegenvallende resultaten bij de verkiezingen van 2009 wensten een aantal leden van Meretz het vertrek van partijleider Oron, die inderdaad in 2011 zijn Knesset-zetel opgaf en later ook zijn functie als partijvoorzitter neerlegde. Bij de interne verkiezingen op 7 februari 2012 werd Gal-On gekozen als nieuwe partijleider.
Op 19 januari 2015 hield het duizend-leden-tellende centrale partijcomité van Meretz wederom interne partijverkiezingen in Tel Aviv. Gal-On werd herkozen als voorzitter. Horowitz besloot te stoppen als Knesset-lid. Hij was de enige in de 19e Knesset waarvan algemeen bekend was dat hij homoseksueel was.
Voor de verkiezingen in september 2019 is de partij opgegaan in de Democratische Unie, een samenwerking tussen Meretz en Yisrael Demokratit van voormalig premier Ehud Barak, een lijst die in 2020 is opgegaan in Meretz. De partij heeft na afloop van de verkiezingen in 2020 drie zetels gekregen, deelnemend in de Avoda-Gesjer-Meretz lijstcombinatie.

## Verkiezingen 2021
Bij de parlementsverkiezingen van 2021 haalde Meretz zes zetels in de Knesset en nam ze deel aan de coalitie van Yair Lapid. De partij leverde drie ministers aan het kabinet Bennett-Lapid. Nitzan Horowitz werd minister van Volksgezondheid, Tamar Zandberg werd minister van Milieu en Issawi Frej werd minister van Regionale Samenwerking.

## Verkiezingen 2022
Nitzan Horowitz kondigde dinsdag 12 juli 2022 aan dat hij zich niet kandidaat zou stellen als voorzitter van Meretz bij de interne partijverkiezingen voorafgaande aan de Israëlische parlementsverkiezingen van 1 november 2022. Hij zou dus niet als voorzitter maar nog wel als kandidaat op de lijst van Meretz aan deze verkiezingen deelnemen. Ook blijft hij aan als demissionair minister van Volksgezondheid. Zehava Gal-On stelde zich de volgende dag kandidaat voor het voorzitterschap. Ze won bij de interne partijverkiezingen in augustus van tegenkandidaat Yair Galon. 
Voorzitter Zehava Gal-On probeerde voorafgaande aan de verkiezingen van november 2022 een fusie met de Arbeidspartij te bewerkstelligen om meer kans te hebben de kiesdrempel te halen, maar Merav Michaeli, de voorzitter van de Arbeidspartij, schatte (later bleek ten onrechte) in dat dat niet nodig was, omdat ze verwachtte dat beide partijen apart van elkaar de kiesdrempel zouden halen.
Twee dagen na de verkiezingen werd door de kiescommissie bekendgemaakt dat Meretz de kiesdrempel van 3,25 procent dit jaar niet heeft gehaald. Partijvoorzitter Gal-On noemde de verkiezingsuitslagen een ramp voor de partij, voor het land en ook voor haar persoonlijk. "De partij van Kahane zit wel in de Knesset en de partij van Aloni en Saried niet."

## Ideologie
Meretz is een linkse sociaaldemocratische partij en is lid van de Socialistische Internationale. Meretz is nauw verbonden met de Israëlische Vredesbeweging. De partij streeft strikte naleving van de Akkoorden van Genève na en wil vredesakkoorden tussen Israël en de Palestijnen. Verder streeft Meretz naar een Palestijnse staat op de Westelijke Jordaanoever en de Gazastrook, ontmanteling van de nederzettingen op Palestijns gebied en naleving van de mensenrechten na.
Meretz is op economisch vlak voorstander van een sociaaldemocratische staat met een sterk sociaal vangnet. De partij wil het onderwijs seculariseren en streeft gelijke rechten voor homoseksuelen en vrouwen na.

## Verkiezingsresultaten
| Zetelverdeling periode 1992-heden |
| --------------------------------- |
| 1992: 12                          |
| 1996: 9                           |
| 1999: 10                          |
| 2003: 6                           |
| 2006: 5                           |
| 2009: 3                           |
| 2013: 6                           |
| 2015: 5                           |
| april 2019: 4                     |
| september 2020: 3                 |
| 2020: 3                           |
| 2021: 6                           |
| 2022: 0                           |

Meretz-Yachad-leden in de 17e Knesset (2006-2009):
1. Yossi Beilin
2. Ran Cohen
3. Zehava Gal-On
4. Chaim Oron
5. Avshalom Vilan

De Nieuwe Beweging-Meretz-leden in de 18e Knesset (2009-2013):
1. Ilan Gilon
2. Nitzan Horowitz (Hatenoe'a HaChadasha)
3. Chaim Oron

Meretz-leden in de 19e Knesset (2013-2015):
1. Issawi Frej
2. Zehava Gal-On
3. Ilan Gilon
4. Nitzan Horowitz
5. Michal Rozin
6. Tamar Zandberg

Meretz-leden in de 20e Knesset (vanaf 2015):
1. Issawi Frej
2. Zehava Gal-On (partijleider)
3. Ilan Gilon
4. Michal Rozin
5. Tamar Zandberg

Meretz-leden in de 24e Knesset (2021-2022):
Yair Golan, Galy Lasky, Mossi Raz, Ghaida Rinavie Zoabi, Michal Rozin, Ali Salalha

## Voorzitters (partijleiders)
| partijleider | partijleider | partijleider    | Aangetreden | Afgetreden |
| ------------ | ------------ | --------------- | ----------- | ---------- |
| 1            |              | Shulamit Aloni  | 1992        | 1996       |
| 2            |              | Yossi Sarid     | 1996        | 2003       |
| 3            |              | Yossi Beilin    | 2003        | 2008       |
| 4            |              | Haim Oron       | 2008        | 2012       |
| 5            |              | Zehava Gal-On   | 2012        | 2018       |
| 6            |              | Tamar Zandberg  | 2018        | 2019       |
| 7            |              | Nitzan Horowitz | 2019        | 2022       |
| 8            |              | Zehava Gal-On   | 2022        | heden      |